# ستيفن بول
ستيفن بول (بالفرنسية: Steven Paulle)‏ (10 فبراير 1986 بكان في فرنسا - ) هو لاعب كرة قدم فرنسي في مركز الدفاع. لعب مع نادي ديجون ونادي كان.

## روابط خارجية
- ستيفن بول على موقع رابطة كرة القدم الفرنسية للمحترفين (الإنجليزية)
- ستيفن بول على موقع قاعدة بيانات كرة القدم.إي يو (الإنجليزية)
- ستيفن بول على موقع ليكيب (الفرنسية)
- ستيفن بول على موقع Soccerway.com (الإنجليزية)
- ستيفن بول على موقع AS.com (الإسبانية)